# Shion
Shion (志恩) é o oitavo álbum de estúdio da banda japonesa de rock MUCC, lançado em 26 de março de 2008 pela Danger Crue.

## Recepção
Alcançou décima terceira posição nas paradas da Oricon Albums Chart.
Em 2017 Junko Yano fez um cover de "Libra" e o Breakerz fez um de "Flight" para o álbum tributo Tribute of Mucc -en-.

## Faixas[3]
| N.º            | Título                                    | Letras         | Música         | Duração |  |
| 1.             | "Suion" (水恩)                            | (Instrumental) | Miya           | 2:14    |  |
| 2.             | "Fukurō no Yurikago" (梟の揺り篭)         | Tatsurou       | Miya           | 4:24    |  |
| 3.             | "Nuritsubusunara Enji" (塗り潰すなら臙脂) | Tatsurou       | Miya, Satochi  | 4:09    |  |
| 4.             | "Fuzz" (ファズ)                           | Tatsurou       | Miya           | 4:47    |  |
| 5.             | "Game" (ゲーム)                           | Tatsurou       | Miya           | 5:46    |  |
| 6.             | "Flight" (フライト)                       | Tatsurou, Miya | Miya, Satochi  | 3:42    |  |
| 7.             | "Anjelier" (アンジャベル)                 | Tatsurou       | Miya           | 4:06    |  |
| 8.             | "Chiisana Mado" (小さな窓)                | Miya           | Yukke          | 5:17    |  |
| 9.             | "Semishigure" (蝉時雨)                    | Miya           | Miya           | 3:27    |  |
| 10.            | "Shion" (志恩)                            | Miya           | Miya           | 5:13    |  |
| 11.            | "Sorawasure" (空忘れ)                     | Tatsurou       | Miya, Satochi  | 4:06    |  |
| 12.            | "Shiva" (シヴァ)                          | Miya           | Miya           | 5:01    |  |
| 13.            | "Libra" (リブラ)                          | Tatsurou       | Miya           | 5:21    |  |
| Duração total: | Duração total:                            | Duração total: | Duração total: | 57:40   |  |

## Ficha técnica
Mucc
- Tatsurō (逹瑯) - vocal
- Miya (ミヤ) - guitarra
- Yukke - baixo
- SATOchi (SATOち) - bateria

## Desempenho nas paradas
| Parada (2008)               | Posição de pico |
| --------------------------- | --------------- |
| Japão (Oricon Albums Chart) | #13             |